# Bolanusoides bohater
Bolanusoides bohater är en insektsart som beskrevs av Irena Dworakowska 1988. Bolanusoides bohater ingår i släktet Bolanusoides och familjen dvärgstritar. Inga underarter finns listade i Catalogue of Life.